# Osceola
Osceola, deformación de Así Yahola (bebedor de bebida negra), (1804 - 1838), fue uno de los más destacados jefes de los semínolas. De joven, había sido trasladado desde Georgia a Florida.
Se opuso al tratado de Payne's Landing (1832) por el que habían de vender las tierras de Florida y desplazarse a Oklahoma. En 1835 asesinó a Charley Emathla, jefe semínola que había vendido sus tierras, y al general Wiley Thompson, agente del gobierno de los Estados Unidos. Inició la Guerra Semínola en los Everglades de Florida. Cuando en octubre de 1837 se dirigió a San Agustín bajo bandera blanca, el general Thomas Sidney Jessup lo apresó y lo encerró en la prisión de Charleston en la que murió, tal vez asesinado, aunque su muerte se le atribuye a la malaria.
Tras su muerte, el doctor del ejército Frederick Weedon embalsamó la cabeza de Osceola, persuadió a otros semínolas para que le permitieran realizar una máscara funeraria y se quedó con numerosos objetos del líder indio.
El capitán Pitcairn Morrison envió la máscara y los objetos a las oficinas del ejército en Washington. En 1885 se enviaron a la colección de antropología de la Instituto Smithsonian, donde todavía permanecen.
Más tarde, Weedon entregó la cabeza a su yerno, Daniel Whitehurst quien, en 1843, la envió a un médico de Nueva York, Valentine Mott. Mott la colocó en su museo de cirugía y patología. Se cree que se perdió en el incendio que destruyó el museo en 1866.
Algunas de las pertenencias de Osceola aún están en posesión de la familia Weedon. La nación semínola adquirió algunos objetos del líder originario en una subasta de Sotheby's en 1979.